# Parafia Najświętszego Serca Pana Jezusa w Szówsku
Parafia Najświętszego Serca Pana Jezusa w Szówsku – rzymskokatolicka parafia  należąca do dekanatu Jarosław III, w archidiecezji przemyskiej.

## Historia
Szówsko należało do parafii Kolegiackiej w Jarosławiu. W 1905 roku z inicjatywy wójta Marcina Berezy, Feliksa Krauza i Marcina Ochaba założono cmentarz. W latach 1905–1910 książę Jerzy Konstanty Czartoryski zbudował ochronkę dla sióstr Służebniczek Starowiejskich, w której znajdowała się kaplica dla mszy pogrzebowych. 
W 1938 roku rozpoczęto budowę murowanego kościoła, według projektu arch. Wawrzyńca Dajczaka, a w 1939 roku bp Franciszek Barda dokonał poświęcenia kamienia węgielnego i fundamentów. W 1942 roku kościół został poświęcony przez o. Jerzego Bajorskiego pw. Najświętszego Serca Pana Jezusa. Dalsza budowa kościoła trwała do 1960 roku. 12 marca 1942 roku erygowano ekspozyturę, a 7 stycznia 1943 roku potwierdzono erygowanie ekspozytury w Szówsku. W 1964 roku artysta Józef Piątek wykonał polichromię. 
Gdy kościół okazał się za mały na potrzeby parafii, w latach 1997–2009 dokonano rozbudowy i remontu kościoła. 23 października 2009 roku odbyła się konsekracja kościoła, której dokonał abp Józef Michalik.
Na terenie parafii jest 2 550 wiernych. Teren parafii obejmuje ulice w Szówsku: Dojazdowa, Farmerów, Floriańska, Kasztanowa, Koniaczowska, Kościelna, Lubelska, Parkowa, Pieczarkowa, Pogodna, Sanowa, Setna, Słoneczna, Sportowa, Wiosenna, Wola, Wolska, Zielona.
Proboszczowie parafii:
1943–1960. ks. Józef Kilar (ekspozyt).
1960–1982. ks. Zbigniew Chimiak (ekspozyt).
1982–1989. ks. Czesław Wojnar.
1989–2016. ks. prał. Marian Wrona.
2016– nadal ks. Andrzej Więcek.